# Ruth Lawanson
Ruth Modupe Lawanson (Ibadan, 27 de setembro de 1963) é uma ex-jogadora de voleibol dos Estados Unidos que competiu nos Jogos Olímpicos de 1992.
Em 1992, ela fez parte da equipe americana que conquistou a medalha de bronze no torneio olímpico, no qual atuou em uma partida. A prima de Ruth, Foluke Akinradewo, também é jogadora de vôlei e ganhou uma medalha de prata com a seleção americana nas Olimpíadas de Londres em 2012.